# 해슬러 휘트니
해슬러 휘트니(영어: Hassler Whitney IPA: [ˈhæslɚ ˈʍɪtni], 1907 ~ 1989)는 미국의 수학자이다. 위상수학에 기여하였다.

## 생애
1907년 3월 23일 태어났다. 아버지 에드워드 볼드윈 휘트니(영어: Edward Baldwin Whitney)는 뉴욕주 대법원 판사였고, 어머니 조제파 뉴컴(영어: Josepha Newcomb)은 화가이자 정계에 활동하였다. 친할아버지 윌리엄 드와이트 휘트니(영어: William Dwight Whitney)는 예일 대학교의 언어학자였고, 산스크리트어에 대한 전문가였다. 부계를 통해 코네티컷 주지사 및 미국 상원의원 로저 셔면 볼드윈(영어: Roger Sherman Baldwin)의 증손이자 미국 독립선언서에 서명한 로저 셔먼의 5대손이었고, 모계를 통해서는 천문학자 사이먼 뉴컴(Simon Newcomb)의 외손자였다.
휘트니는 예일 대학교에 입학하여 1928년 물리학 학사 학위를, 1929년 음악 학사 학위를 수여받았다. 하버드 대학교에서 조지 데이비드 버코프 아래 1932년 수학 박사 학위를 수여받았다. 1940년에 하버드 대학교 조교수(Associate Professor)가 되었고, 1946년에 정교수가 되었다. 1946년부터 1952년 동안 프린스턴 고등연구소 교수로, 1952년부터 프린스턴 대학교 교수로 있었다. 1977년 은퇴하였다.
휘트니는 평생 수학 말고도 음악과 등산을 취미로 삼았다. 바이올린과 비올라에 능숙하였고, 또한 이틀마다 10~20 킬로미터 달리기를 하였다. 또한 스위스의 대부분의 산들을 등반하였다.
1989년 5월 10일 스위스 당블랑슈 산(Dents Blanches)을 등반하던 도중 뇌졸중으로 사망하였다. 휘트니의 유골은 그의 유언에 따라 이 산 위에 뿌려졌다.

## 같이 보기
- 슈티펠-휘트니 특성류

## 참고 문헌
- Chern, Shing-Shen (1994년 9월). “Hassler Whitney (23 March 1907-10 May 1989)”. 《Proceedings of the American Philosophical Society》 (영어) 138 (3): 464–467. JSTOR 986754.
- Fowler, Glenn (1989년 5월 12일). “Hassler Whitney, Geometrician; He Eased 'Mathematics Anxiety'” (영어). 뉴욕타임스.
- Thom, René (1990). “La vie et l’œuvre de Hassler Whitney”. 《Comptes rendus de l'Académie des sciences》 (프랑스어) 7 (6): 473–476. MR 1105198. Zbl 0722.01025.